# Pitt Rivers Museum

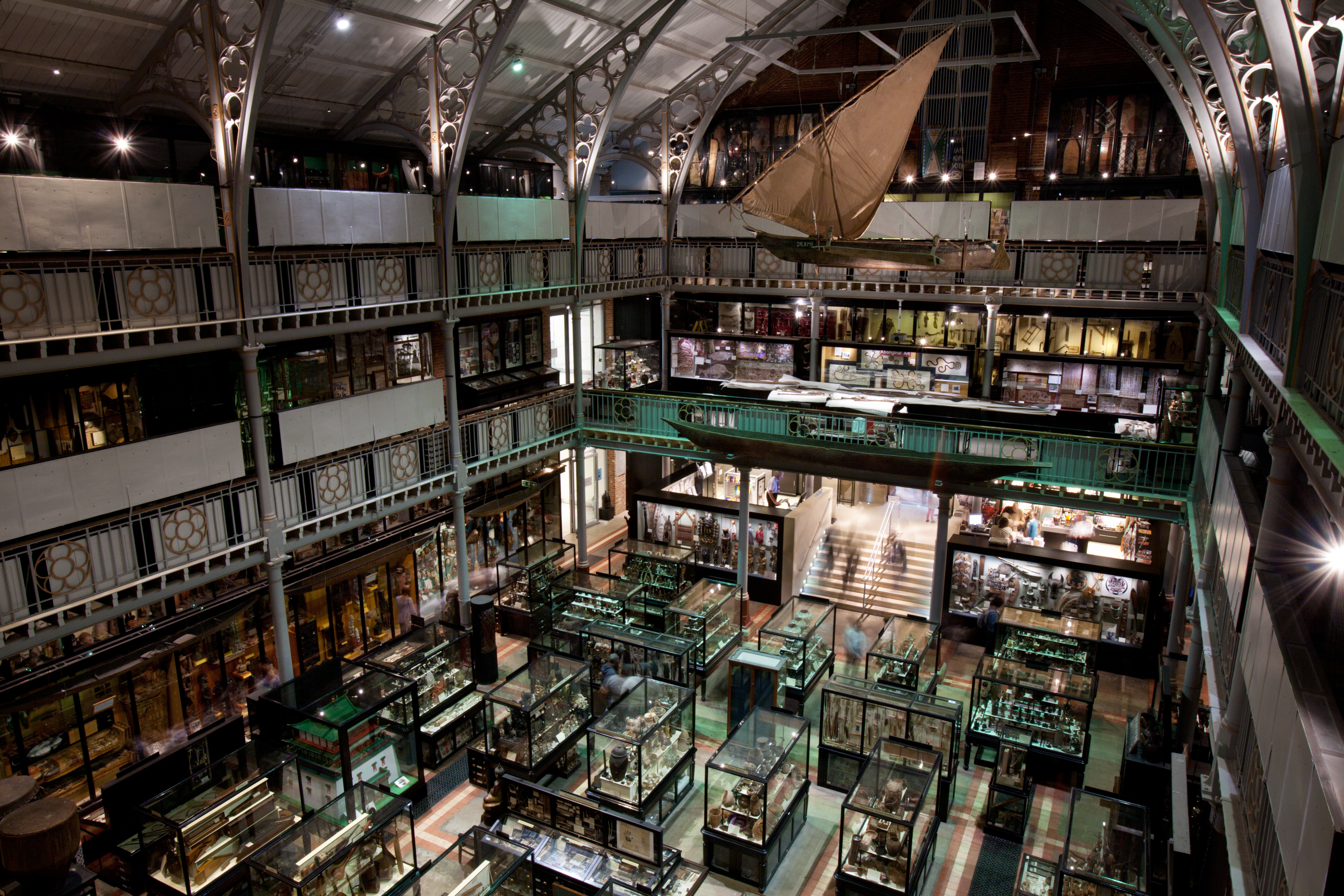
Het Pitt Rivers Museum

Het Pitt Rivers Museum exposeert de archeologische en antropologische verzamelingen van de Universiteit van Oxford in Oxford, Engeland. Het museum ligt oostelijk van het Oxford University Museum of Natural History en kan alleen via de ingang van dat gebouw worden betreden.
Het museum werd in 1884 opgericht en vernoemd naar generaal Augustus Pitt Rivers, die zijn verzameling aan de Universiteit van Oxford schonk onder voorwaarde dat voortaan aan de universiteit permanent onderwijs in de antropologie zou worden gegeven. Tot op de dag van vandaag is dat het geval en geven leden van de museumstaf onderwijs in de antropologie en archeologie.
De donatie van Pitt Rivers bestond uit ongeveer 20.000 objecten, die nu uitgegroeid is tot een collectie van 500.000 objecten die voor een groot deel bijeengebracht is door reizigers, wetenschappelijke onderzoekers en missionarissen.
Het Pitt Rivers Museum heeft zijn collecties thematisch gerangschikt, grotendeels naar hun gebruik en functie en niet naar ouderdom of geografische herkomst. Deze wijze van presenteren is vrijwel ongewijzigd sinds het eind van de negentiende eeuw toen, overigens geheel in overeenstemming met de theorieën van Pitt Rivers zelf, objecten en ornamenten werden getoond in hun evolutionaire ontwikkeling van simpel naar complex. Hoewel deze rechtlijnige evolutionistische benadering van de culturen zowel in de antropologie als archeologie al lang tot het verleden behoort, heeft het museum bewust zijn oorspronkelijke opzet bewaard. Deze verouderde wijze van tentoonstellen, waarbij van een bepaald werktuig of voorwerp een groot aantal regionale en historische varianten wordt getoond, gecombineerd met de wijze waarop de tentoonstellingsruimte tot aan het plafond is 'volgestouwd', maken het Pit Rivers Museum uniek in de museumwereld.

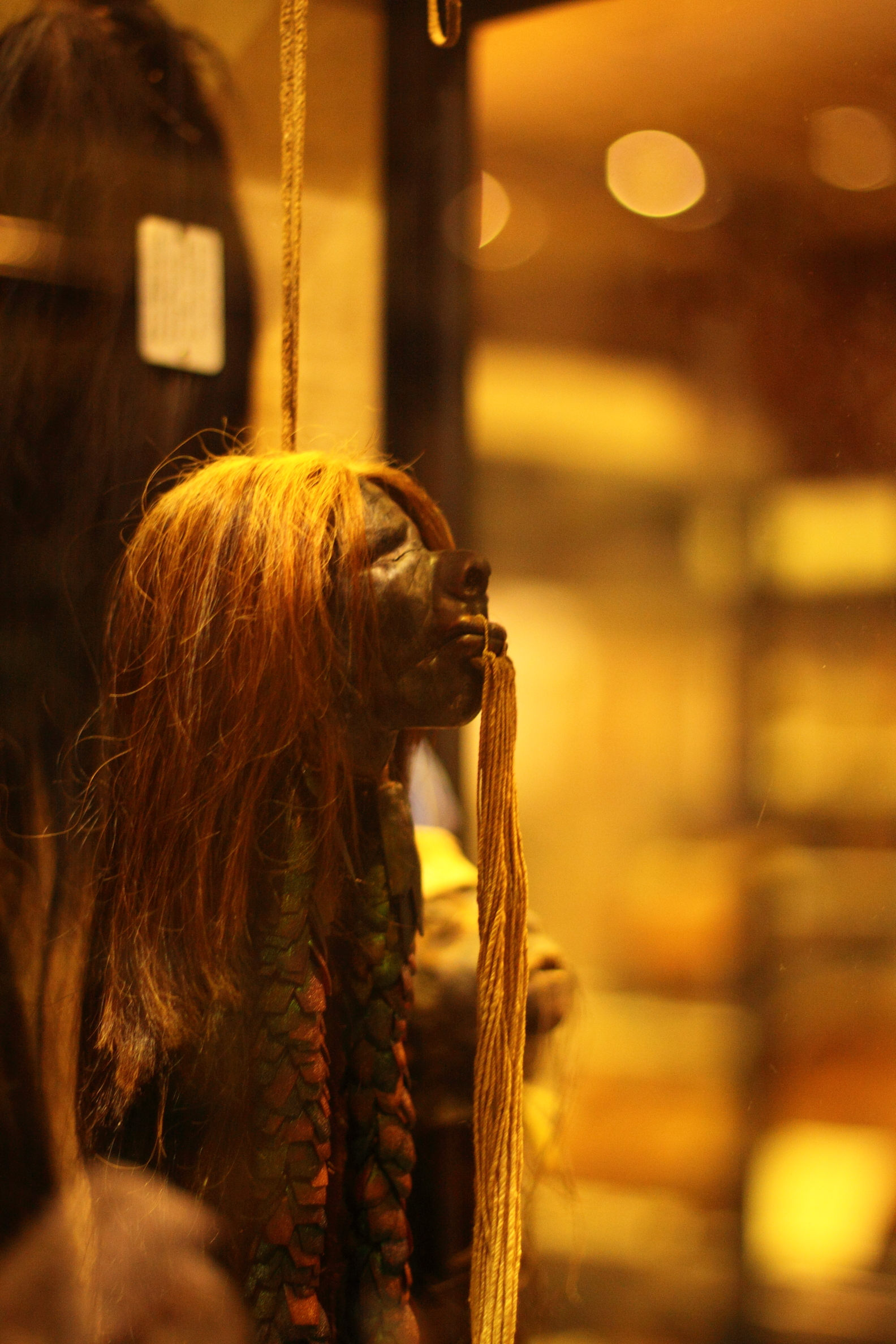
Gekrompen hoofden van de Shuar
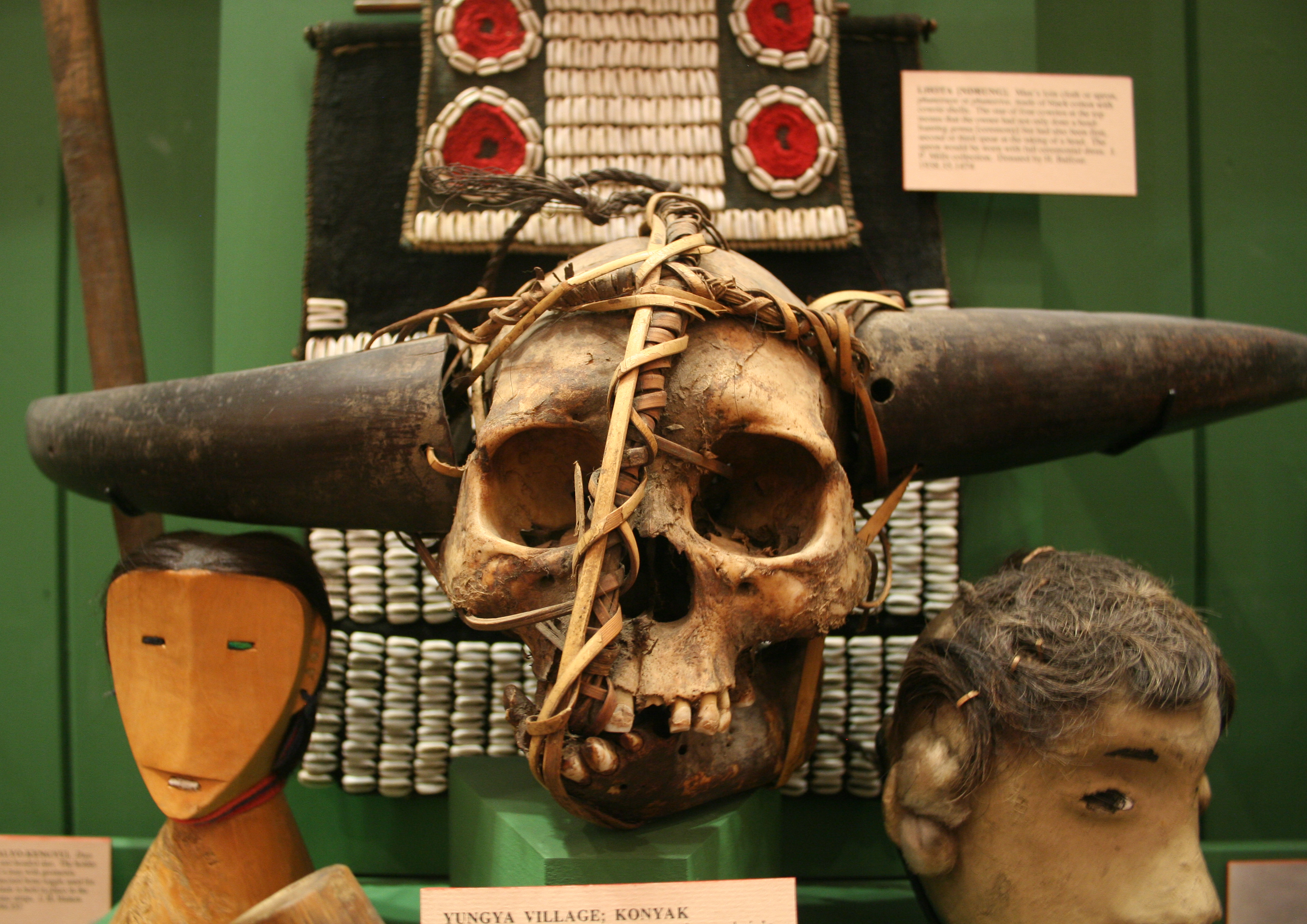
Schedel uit Yungya, Nagaland (India)
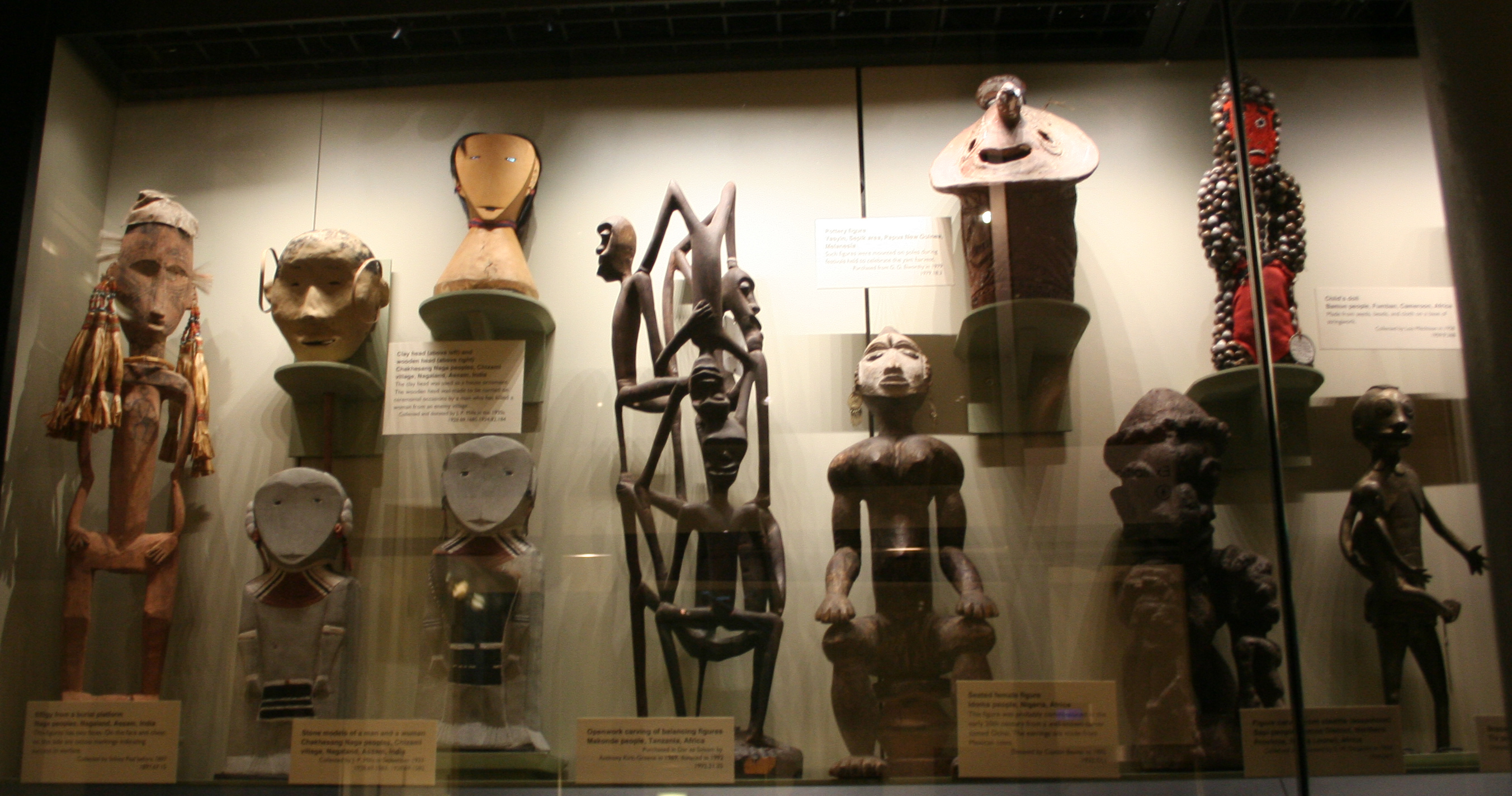
Diverse beelden
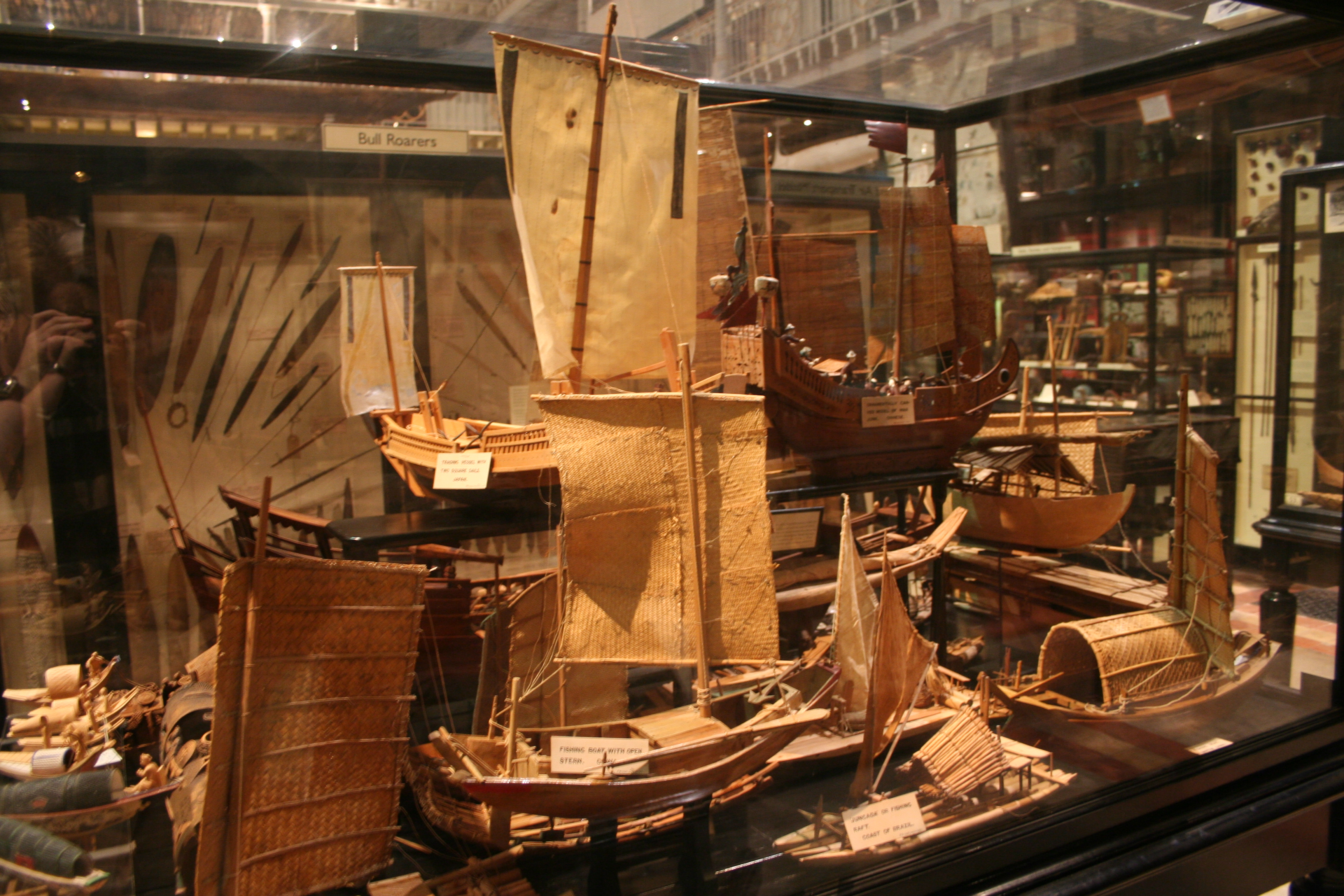
Bootmodellen
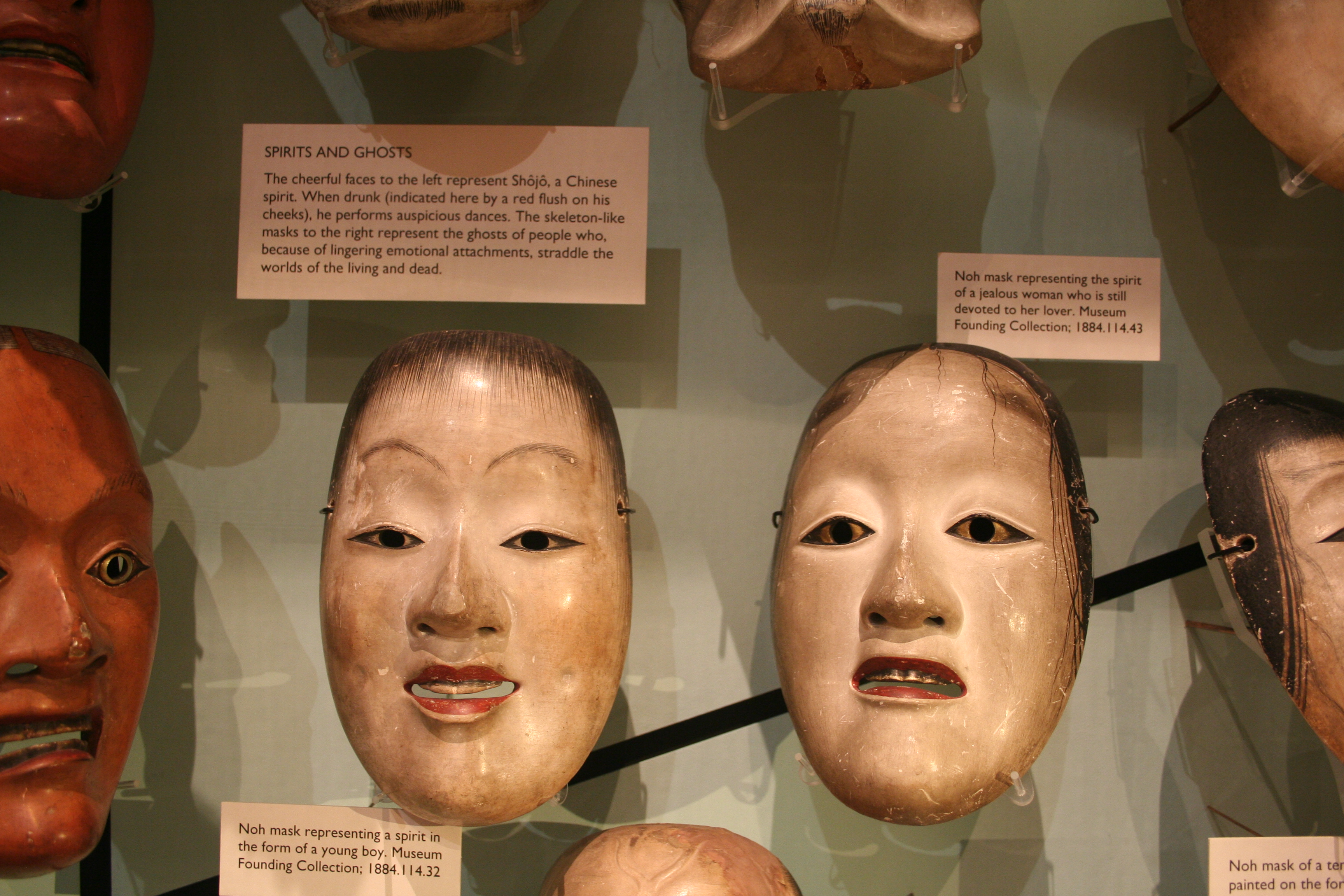
Japanse Noh maskers